# Slaughterhouse spacca
Slaughterhouse spacca (Slaughterhouse Rulez) è un film del 2018 diretto da Crispian Mills.

## Trama
Dopo la morte del padre, Donald Wallace, un adolescente proveniente da una famiglia della classe operaia, si iscrive a un'esclusiva scuola pubblica chiamata Slaughterhouse, dove però fatica ad adattarsi. La scuola nasconde alcuni segreti, come il recente suicidio di uno studente, misteriose sparizioni, un bidello eccessivamente zelante che discende da una lunga stirpe di criminali di guerra, e soprattutto il misterioso pozzo nero, scavato su iniziativa del preside per guadagnare soldi tramite il fracking. Quando delle creature sotterranee emergono dal pozzo nero e iniziano ad attaccare i membri della scuola, Wallace raduna un gruppo di studenti per combattere i mostri.

## Distribuzione
Il film è stato distribuito nelle sale britanniche e irlandesi il 31 Ottobre 2018. e il 19 maggio 2019 negli USA e in Canada.
In Italia è stato reso disponibile su Netflix dal 1º Aprile 2020.